# Chahrazed Zioui
Chahrazed Zioui, née le 3 janvier 1984, est une karatéka algérienne.

## Carrière
Chahrazed Zioui est médaillée d'or en kumite par équipes aux Championnats d'Afrique de karaté 2010 au Cap.